# Гвидо Торелли
Гвидо Торелли (Guido Torelli) (ок. 1385, Мантуя — 8 июля 1449, Милан) — итальянский кондотьер, первый граф Гвасталлы и Монтекьяруголо.
Из рода кондотьеров на службе у мантуанских Гонзага. Сын Марсилио Торелли и его жены Елены из рода графов д’Арко.
В 1403 году поступил на службу к Оттобоно Терци — кондотьеру миланских Висконти, и получил должность марешаля — командира небольшого отряда.
В марте 1404 года завоёвана Парма, и Оттобоно Терци назначен её правителем. Собрав армию в 2500 пехотинцев, он взял штурмом Реджо. Гвидо Торелли во главе отряда в 300 кавалеристов и 700 пехотинцев завоевал Порпорано (март 1405), затем — во главе 4-тысячного войска, занял Мамьяно, Лезиньяно, Сан-Микеле ди Тьоре и Кастриньяно.
По рекомендации Оттобоно Терци Джованни Мария Висконти 3 октября 1406 года передал ему в качестве фьефа Монтекьяруголо и Гвасталлу, и в управление — Монтичелли, Монторано, Марано, Тортьяно, Базиликагояно, Пегорале и Лезиньяно де Баньи. Чтобы подчеркнуть свою преданность, он женился на Орсине Висконти — родственнице герцога.
В 1409 году в ходе военных действий Гвидо Торелли попал в плен к Никколо III д’Эсте и был вынужден поступить к нему на службу, оставив в качестве заложников отца, жену и сына. Завоевал Форли, который по требованию папы возвратил представителям рода Орделаффи.
В 1417 году сблизился с Филиппо Мария Висконти и в 1420 г. открыто выступил против д’Эсте.
Участвовал в битве при Монтикьяри, после победы в которой Висконти завоевали Брешу. В декабре 1423 года назначен адмиралом и во главе эскадры в 12 кораблей и 25 галер отправился на освобождение Неаполя, захваченного арагонцами. Захватил Гаэту и 12 апреля 1424 года изгнал арагонский отряд из Неаполя.
В 1425 г. командовал миланскими войсками в походе на Кремону, одержав несколько побед.
В благодарность за военные успехи Филиппо Мария Висконти 6 июля 1428 года возвёл Гвасталлу и Монтекьяруголо в статус графств.
Жена — Орсина Висконти. Дети:
- Пьетро (ум. 15 апреля 1416)
- Кристофоро (ум. 6 марта 1460)
- Пьетро Гвидо I (ум. 18 апреля 1460 или 1461 года)
- Антония (ум. 1468), жена Пьетро Мария Росси, графа Сан Секондо, Берчето и Корнильо.

Графство Гвасталла после смерти Гвидо Торелли было в 1456 году разделено между его сыновьями: Пьетро Гвидо I Торелли унаследовал территорию с Гвасталлой, а для Кристофоро I Торелли было создано графство Монтекьяруголо.